# Dekretist
Dekretist (von lateinisch decretista < decretum = Verordnung) war im Mittelalter eine Bezeichnung für  kanonistische Rechtsgelehrte, die sich wissenschaftlich und in der Lehre an den Universitäten mit dem Decretum Gratiani als Grundlagentext des kanonischen Rechts befassten. Der Begriff wurde als Parallele zu den Legisten, den Spezialisten des römischen Rechts, geprägt. Methodisch arbeiteten sie zunächst als Glossatoren. Nach der Promulgation des Liber Extra im Jahre 1234 arbeiteten praktisch alle Kanonisten als Dekretalisten, da nun die Fortentwicklung des kirchlichen Rechts durch päpstliche Einzelfallentscheidungen in Dekretalen im Mittelpunkt steht. Schon um 1190 hatte sich ein Teil der kanonistischen Aktivitäten auf die Dekretalen konzentriert.
Neben die Glossierung durch die Dekretisten traten die Summen, Kurzfassungen für den Unterrichtsgebrauch, die aber den Stoff durchaus auch selbständig und abweichend vom Decretum Gratiani behandelten.

## Dekretistik in Bologna
Besonders bedeutend wurde die Summa decretorum des Paucapalea, der in Bologna gelehrt hat. Weitere Werke sind die Summa decretorum des Rolandus und verschiedene anonyme Summen: Das Fragmentum Cantabrigiense, die Summa ‚Sicut vetus testamentum‘, die Summa Turicensis, alle aus den 1150er Jahren. Etwas später entstanden die Summa decretorum des Rufinus († vor 1192), die Summa ‚Conditio ecclesiastice religionis‘ (Pseudo-Rufinus), die Summa decretorum des Johannes Faventinus, die Summa decretorum des Simon von Bisignano, der Glossenapparat Ordinaturus Magister, die Summa decretorum des Huguccio von Pisa († 1210), die Summa Reginensis, der Glossenapparat Ius naturale des Alanus Anglicus, die Glossa Palatina des Laurentius Hispanus und die Glossa ordinaria des Johannes Teutonicus Zemeke zum Decretum Gratiani.

## Dekretistik in Frankreich
In Frankreich führte erst die Rezeption des Decretum Gratiani zur Entwicklung der kanonistischen Schule und Wissenschaft. Bedeutende Werke sind die Summa decretorum des Stephan von Tournai (Stephanus Tornacensis), eines in Bologna ausgebildeten Regularkanonikers des Chorherrenstifts Saint-Euverte in Orléans, die Summa ‚Magister Gratianus in hoc opere‘ (Summa Parisiensis), die als Lehrbuch konzipierte Summa ‚Quoniam status ecclesiarum‘ aus der Zeit um 1170, die Summa ‚Cum in tres partes‘, die Summa ‚Inperatorie maiestati‘ (Summa Monacensis), die Summula decretalium questionum des Evrardus Yprensis (um 1180), die Summa ‚In eadem civitate‘, die Summa ‚Tractaturus Magister Gratianus de iure canonico‘ aus den 1180er Jahren, der Glossenapparat Ecce vicit leo und der in Paris verfasste Glossenapparat Animal est substantia (Summa Bambergensis) (kurz nach 1200).

## Dekretistik in Deutschland
Die kanonistische Wissenschaft in Deutschland begann in der zweiten Hälfte des 12. Jahrhunderts im Rheingebiet, in Köln, Mainz, Worms, Speyer und Hildesheim. Dort wurde das Decretum Gratiani zuerst rezipiert und kommentiert. Als die wichtigste und produktivste kanonistische Schule wird die von Köln angesehen. In dieser Zeit hielten sich viele verschiedene französische und englische Kanonisten in Köln auf. Als einflussreicher Lehrer dort gilt der Engländer Gerard Pucelle (1120/25–1184), der vorher in Paris Lehrer für Theologie und beide Rechte gewesen war. Der spätere Bischof von Coventry-Lichfield lehrte von 1166 bis 1168 und von 1180 bis 1181 in Köln, wo er wohl auch Domschulmeister war.
Bekannte Werke sind die Summa ‚Quoniam omissis centum distinctionibus‘, die Distinctiones ‚Si mulier eadem hora‘ (Distinctiones Monacenses) und die Summe des Sicardus von Cremona, um 1180 in Mainz geschrieben.

## Dekretistik im anglo-normannischen Raum
Ende der 1150er Jahre kam das Decretum Gratiani nach England. Man vermutet, dass dabei der Philosoph Johannes von Salisbury eine wichtige Rolle gespielt hat, da er sich zwischen 1148 und 1153 mehrmals an der päpstlichen Kurie in Rom aufgehalten hatte. Bald wurden an den anglo-normannischen Schulen Kommentare zum Decretum Gratiani verfasst.  Bekannte Werke sind die Summa ‚De iure naturali.‘, die Summa ‚Omnis qui juste iudicat‘, die Summa decretalium questionum des Honorius und die Summa ‚Induent sancti‘ (Summa Duacensis).
Noch um 1300 hat sich Guido de Baysio eingehend mit den Lehrmeinungen der Dekretisten auseinandergesetzt.